# Begov Lukavac
Llukac i Begut en albanais et Begov Lukavac en serbe latin (en serbe cyrillique : Бегов Лукавац) est une localité du Kosovo située dans la commune/municipalité d'Istog/Istok et dans le district de Pejë/Peć. Selon le recensement kosovar de 2011, elle compte 1 267 habitants.

## Histoire
Dans le village, la tour-résidence de Qerim Rugova est proposée pour une inscription sur la liste des monuments culturels du Kosovo.

## Démographie

### Évolution historique de la population dans la localité
| 1948 | 1953 | 1961 | 1971  | 1981  | 1991  | 2011  |
| ---- | ---- | ---- | ----- | ----- | ----- | ----- |
| 881  | 692  | 834  | 1 022 | 1 181 | 1 234 | 1 267 |

|  |

### Répartition de la population par nationalités (2011)
En 2011, les Albanais représentaient 95,18 % de la population.